# Tetracera kampotensis
Tetracera kampotensis är en tvåhjärtbladig växtart som beskrevs av François Gagnepain. Tetracera kampotensis ingår i släktet Tetracera och familjen Dilleniaceae. Inga underarter finns listade i Catalogue of Life.